# Jammers de Jamestown
Les Jammers de Jamestown (anglais : Jamestown Jammers) étaient un club professionnel de baseball mineur, de niveau A Saison Courte, basé à Jamestown, ville de l'État de New York, aux États-Unis. L'équipe fait partie de la New York - Penn League de 1994 à 2014. Leur stade était le Russell Diethrick Park.
Elle compte au cours de son histoire quatre affiliations avec des équipes de la Ligue majeure de baseball. D'abord club-école des Tigers de Détroit de 1994 à 1998, elle est affiliée aux Braves d'Atlanta au cours des trois années qui suivent, puis entretient une longue affiliation de 11 saisons aux Marlins de la Floride de 2002 à 2012, avant d'être un club mineur des Pirates de Pittsburgh en 2013 et 2014.
Les Jammers terminent en tête de leur division une seule fois, lors de leur saison inaugurale en 1994, mais ne remportent jamais le titre de la ligue.
Après la saison 2014, les Jammers quittent Jamestown et sont déménagés à Morgantown en Virginie-Occidentale, où ils deviennent dès 2015 les West Virginia Black Bears.